# Magnus Elander
Magnus Elander, född 1946, är fotograf, författare och forskare med särskilt intresse för djur, natur och vetenskap. Har deltagit i mer än 40 expeditioner och resor till Arktis under mer än 30 års tid. Hans bilder har publicerats i National Geographic Magazine och en lång rad andra internationella och svenska tidskrifter. Prisvinnare i BBC Wildlife Photographer of the Year. Har skrivit och varit medförfattare till åtta böcker om Arktis, ekoturism och stora rovdjur, som utgivits på flera olika språk. Är en av grundarna bakom Rovdjurscentret De 5 Stora och medlem i International League of Conservation Photographers.

## Priser och utmärkelser
- Årets Pandabok 1994
- Årets Pandabok 2003
- Årets Pandabok 2009